# Эстевес, Лукас
Лу́кас Эсте́вес Со́уза (порт. Lucas Esteves Souza); род. 24 июня 2000, Сан-Паулу) — бразильский футболист, защитник клуба «Палмейрас», выступающий на правах аренды за клуб «Атлетико Гоияниенсе».

## Биография
Эстевес — воспитанник клуба «Палмейрас». 21 марта 2019 года в поединке Лиги Паулиста против «Понте-Прета» Лукас дебютировал за основной состав. Лукас Эстевес очень ярко проявлял себя в молодёжной команде «зелёных», однако на его позиции выступали как минимум трое более опытных футболистов. После того, как Витор Луис был отдан в аренду в «Ботафого», а Диого Барбоза был продан в «Гремио», Эстевес стал непосредственным дублёром уругвайца Матиаса Виньи.
11 октября 2020 года в матче против «Сан-Паулу» он дебютировал в бразильской Серии A. 25 ноября в поединке 1/8 финала Кубка Либертадорес 2020 против эквадорского «Дельфина» Эстевес дебютировал в главном международном клубном турнире Южной Америки.
В 2020 году Лукас помог клубу выиграть чемпионат штата Сан-Паулу. Кроме того, «Палмейрас» вышел в финал Кубка Либертадорес, хотя после игры с «Дельфином» Лукас Эстевес в этом турнире больше не играл. В результате «Палмейрас» выиграл турнир, и Лукас Эстевес также стал обладателем Кубка Либертадорес.
6 августа 2021 года Эстевес был взят в аренду клубом MLS «Колорадо Рэпидз» до конца июня 2022 года с опцией выкупа. В главной лиге США он дебютировал 28 августа в матче против «Спортинга Канзас-Сити», выйдя на замену на последние 22 минуты. 10 октября в матче против «Миннесоты Юнайтед» он забил свой первый гол за «Рэпидз». 1 июля 2022 года «Колорадо Рэпидз» продлил аренду Эстевеса до конца сезона 2022. По окончании сезона 2022 «Колорадо Рэпидз» отклонил опцию выкупа Эстевеса и он вернулся в «Палмейрас».

## Титулы и достижения
- Чемпион штата Сан-Паулу (1): 2020
- Чемпион штата Сеара (1): 2023
- Обладатель Кубка Либертадорес (1): 2020